# Werther Vander Sarren
Werther Vander Sarren (Waregem, 14 oktober 1941 – Kwaremont, 10 januari 2020) was een Vlaamse acteur.
Hij werd  bekend door zijn rol als de champetter in De Paradijsvogels. Hij speelde een rol in de in 1982 uitgezonden BRT-jeugdreeks Het Veenmysterie. Hij speelde gastrollen in F.C. De Kampioenen (Bernard-Victor Waterslaeghers), De kolderbrigade (boer Mulders), 2 Straten verder, Wittekerke (Julien Cattheeuw), Zomerrust (Lou Van Genechten), De Wet volgens Milo (rechter), Zone Stad (priester), Spoed (Dokter Van Oorshoven) en Familie (André Verhelst). Daarnaast was hij ook regelmatig panellid in het spelprogramma De drie wijzen.
Misschien wel een hoogtepunt in de carrière van Vander Sarren was het vertolken van een van de drie hoofdrollen in de musical De man van La Mancha, waar hij schitterde als Sancho Panza naast Ramses Shaffy en Janke Dekker. De première vond plaats op 11 oktober 1993 in de Antwerpse vestiging van de Vlaamse Opera en is gedurende twee seizoenen uitgevoerd. Ondanks dat deze rol minder bekend was bij het grote publiek, kreeg Vander Sarren de mogelijkheid zijn ware kwaliteiten als acteur te tonen.
Vander Sarren deed samen met Urbanus en Goedele Liekens mee aan de VTM-quiz Wie ben ik?. Ze speelden eveneens in de komische serie Meer moet dat niet zijn.

## Urbanus
Hij speelt een grote rol in het Urbanusalbum ...en ge kunt er uw haar mee kammen.